# Stadio della Liberazione
Lo stadio della Liberazione è uno stadio calcistico sito nel comune italiano di Omegna, nella provincia del Verbano-Cusio-Ossola. 
Maggiore arena scoperta comunale, è di proprietà dell'amministrazione municipale; ospita le gare interne dell'Omegna, principale squadra di calcio cittadina, che ne assicura la gestione mediante un’apposita convenzione pluriennale.

## Storia
Lo stadio comunale venne edificato ai primi del XX secolo, in coincidenza con l'avvento della pratica calcistica in quel di Omegna. La denominazione ufficiale venne fissata nel secondo dopoguerra; nel 1974 il piazzale antistante l’ingresso venne intitolato alla memoria del partigiano Pippo Coppo (1918-1974)
Complici gli anni di maggior successo per l'Omegna (a più riprese militante nei campionati prima di Serie C e poi di C2) tra il 1935 e il 1986 l'impianto venne ampliato e ammodernato, arrivando nel periodo di massimo splendore della società (1975-1986) a poter contenere fino a 4500 spettatori. 
Il declino del club rossonero, culminato col fallimento del 1987 e i successivi due anni di inattività, coincisero invece col suo decadimento: in particolare la tribuna centrale, lasciata priva di manutenzione dovette essere in gran parte interdetta al pubblico. Anno dopo anno il decadimento ha bensì riguardato tutta la struttura, che per diversi anni è stata altresì priva di impianto di illuminazione (fatti salvi alcuni riflettori finalizzati all'operatività notturna dell'elisoccorso); a quest'ultima pecca è stato posto rimedio tra gennaio e marzo 2021, con posa di quattro nuove torri faro a LED, tali da rendere nuovamente fruibile la struttura per manifestazioni sportive in notturna. Nel marzo del 2025 viene terminata ed aperta al pubblico la nuova tribuna centrale coperta costruita al posto della vecchia ormai pericolante. La nuova tribuna ha una capienza di 310 posti tutti a sedere e coperti.

## Dati essenziali
Lo stadio fa parte del complesso polisportivo Giovani rossoneri, che include anche un campo da calcio in erba sintetica (75x40 metri) illuminato per gli allenamenti e tre campi da tennis in terra, indoor e outdoor del circolo di tennis cittadino (Associazione Tennis Omegna).
Il terreno di gioco è in erba naturale e misura 100x62 metri.
Gli spalti (affacciati direttamente sui bordi del prato) constano di due settori, tutti realizzati in muratura: sul lato ovest del campo sorge la nuova tribuna centrale coperta, mentre sul lato est vi è la gradinata scoperta. 
La capienza è di circa 1500 posti tutti a sedere.